# Giorgio Galimberti
Giorgio Galimberti (* 5. September 1976 in Mailand) ist ein ehemaliger italienischer Tennisspieler.

## Karriere
Giorgio Galimberti feierte in seiner Karriere hauptsächlich Erfolge im Doppel, war aber auch im Einzel aktiv. Seine beste Platzierung in der Einzel-Weltrangliste war Rang 115 am 5. Mai 2003. Er spielte insgesamt fünfmal im Hauptfeld eines Grand-Slam-Turniers und erreichte dabei dreimal die zweite Runde. Auf der ITF Future Tour gewann er zwei Titel im Einzel, auf der ATP Challenger Tour drei Titel. Im Doppel gewann er dagegen gleich 25 Titel auf der Challenger Tour sowie vier weitere Future-Titel. Sein bestes Abschneiden in den Doppelkonkurrenzen der Grand Slams war das Erreichen des Achtelfinals bei den French Open 2005.
Auf der ATP World Tour gewann er im Februar 2005 das Turnier in Mailand an der Seite von Daniele Bracciali. Mit Bracciali war er im Jahr zuvor noch beim selben Turnier im Finale gescheitert. Bereits 1998 hatte er mit Massimo Valeri in Bologna sein erstes World-Tour-Finale erreicht. Seine beste Ranglistenposition war Platz 65 am 6. Juni 2005.
Am 18. Februar 2008 wurde Galimberti wegen illegaler Sportwetten für 100 Tage gesperrt und mit einer Strafe von 35.000 US-Dollar belegt. Zu diesem Zeitpunkt hatte Galimberti bereits seit fünf Monaten kein Turnier mehr bestritten. Nach Ablauf der Sperre spielte er lediglich noch zweimal bei Turnieren mit, beides Futures.
Für die italienische Davis-Cup-Mannschaft absolvierte er zwischen 2001 und 2006 insgesamt elf Begegnungen. Er gewann zwei seiner vier Einzelpartien sowie sieben seiner elf Partien im Doppel.

## Erfolge
| Legende (Anzahl der Siege)                       |
| Grand Slam                                       |
| Tennis Masters Cup                               |
| ATP Masters Series ATP World Tour Masters 1000   |
| ATP International Series Gold ATP World Tour 500 |
| ATP International Series ATP World Tour 250 (1)  |

### Doppel

#### Turniersiege
| Nr. | Datum            | Turnier | Belag         | Partner           | Finalgegner                           | Ergebnis         |
| --- | ---------------- | ------- | ------------- | ----------------- | ------------------------------------- | ---------------- |
| 1.  | 15. Februar 2005 | Mailand | Hartplatz (i) | Daniele Bracciali | Jean-François Bachelot Arnaud Clément | 6:710, 7:66, 6:4 |

#### Finalteilnahmen
| Nr. | Datum            | Turnier | Belag         | Partner           | Finalgegner               | Ergebnis |
| --- | ---------------- | ------- | ------------- | ----------------- | ------------------------- | -------- |
| 1.  | 8. Juni 1998     | Bologna | Sand          | Massimo Valeri    | Brandon Coupe Paul Rosner | 6:7, 3:6 |
| 2.  | 15. Februar 2004 | Mailand | Hartplatz (i) | Daniele Bracciali | Jared Palmer Pavel Vízner | 4:6, 4:6 |